# Fukomys micklemi
Fukomys micklemi és una espècie de mamífer rosegador de la família de les rates talp. És endèmica de Zàmbia. Es tracta d'un animal social de vida subterrània que viu en colònies de diversos exemplars. Es desconeix si hi ha cap amenaça significativa per a la supervivència d'aquesta espècie. Originalment fou descrita com a subespècie de Cryptomys damarensis.
Aquest tàxon fou anomenat en honor del soldat sud-africà Thomas Nathaniel Micklem.